# Howard C. Goodman
Howard Charles Goodman (* 1920; † 6. Februar 1998 in Key Colony Beach, Florida) war ein US-amerikanischer Immunologe und Tropenmediziner.
Goodman studierte Biologie an der Harvard University und Medizin an der Johns Hopkins University (M.D. Abschluss 1944). Er war Leiter der Klinischen Immunologie am National Institute of Allergy and Infectious Diseases der National Institutes of Health in Bethesda. 1963 wurde er Direktor der neu geschaffenen Abteilung Immunologie bei der WHO, baute weltweit immunologische Trainingszentren auf und leitete das WHO-Programm gegen Tropenkrankheiten. 1977 bis zu seinem Ruhestand 1985 war er Direktor des Tropical Medicine Centers an der Johns Hopkins University.
1992 erhielt er die Robert-Koch-Medaille mit Piet Borst.
Er war verheiratet, hatte zwei Töchter und einen Sohn.

## Schriften
- mit Agabian, Nogueira (Herausgeber) Molecular strategies of parasitic invasion, New York 1987 (Proc. MacArthur Foundation, UCLA Symposium)